# Атлин (езеро)
Езерото Атлин (на английски: Atlin Lake) е 2-рото по големина езеро в провинция Британска Колумбия (най-голямото естествено езеро в провинцията). Площта му, заедно с островите в него е 775 км2, която му отрежда 53-то място сред езерата на Канада. Площта само на водното огледало без островите е 589 км2. Надморската височина на водата е 668 м. Най-северната част на езерото (около 7,5 км2) попада в територия Юкон.
Езерото се намира в най-северозападната част на провинция Британска Колумбия, сред Скалистите планини. Атлин има дължина от север на юг 100 км, а максималната му ширина е 20 км. Обемът на водната маса е 54 км3. Средната му дълбочина 86 м, а максималната – 283 м. Годишното колебание на водното равнище е от порядъка на ±2 м. През декември и януари е сковано от ледена покривка.
За разлика от повечето канадски езера, които са със силно разчленена брегова линия, бреговете на Атлин са сравнително слабо разчленени с обща дължина от 300 км, но има множество острови (най-голям остров Тереза, в южната част), с обща площ от 186 км2 (повече от 1/4 от общата площ на езерото).
Площта на водосборния му басейн е 6004 km2, като в езерото се вливат множество малки реки – О'Донъл, Пайк и др. От западната му част изтича река Атлин, която се влива в езерото Тагиш, което дава началото на река Юкон. По този начин Атлин се смята за начало на Юкон.
Бреговете на Атлин са безлюдни и стръмни. На източното крайбрежие, на 59°34′ с. ш. 133°42′ з. д. / 59.566667° с. ш. 133.7° з. д. е разположено единственото селище по крайбрежието – Атлин (450 жители, 2004 г.). Селището възниква през 1898 г., когато в района са открити златни находища и за кратко време населението му надхвърля 5000 души. Сега селището е туристически център и отправна точка за ловци и риболовци.
Южната част на езерото попада в провинциалния парк „Атлин Лейк“.